# ヤングマガジンサード
『ヤングマガジンサード』は、講談社より発行されていた月刊の青年漫画雑誌。毎月6日発売。
『週刊ヤングマガジン』の増刊として2014年に創刊された。創刊号は「Vol.1／2014 SEPTEMBER／ヤングマガジン2014年9月20日増刊号」として同年9月5日に発売。別表記に「Young Magazine the 3rd」「MONTHLY YM the 3rd」「YM 3rd」などがある。
「ケンカ! ギャグ! アイドル!」を謳っている本誌『週刊ヤングマガジン』とは異なる路線を志向しており、創刊前の告知段階では「不良」「グラビア」を扱わないというコンセプトが明示されていた。
2021年4月に『月刊ヤングマガジン』と合併し、発展的解消することが発表された。それに伴い、継続中の連載作品のほとんどは『月刊ヤングマガジン』に移籍し、2021年6月号（5月20日発売）から連載が開始された。また、『愛しています、キョーコさん。』、『妻と僕の小規模な育児』は『コミックDAYS』に、『性別X』、『東独にいた』、『よりみちエール』の3作品は『ヤンマガWeb』に移籍した。

## 合併までの連載作品一覧
- 愛しています、キョーコさん。（Story：のざわたけし、Art：藤村緋二）※『コミックDAYS』に移籍
- アニマルハラスメント（日夜カモ）
- あらくれお嬢様はもんもんしている（木下由一）※『月刊ヤングマガジン』に移籍
- ありそうでNASA荘（柊裕一）
- 異世界からの企業進出!?～元社畜が異世界転職して成り上がる! 勇者が攻略できない迷宮を作り上げろ～ (鵜山はじめ)
- 異世界ひとっ娘動物園 僕は絶滅危惧種の飼育員になりました（原作：藤原休樹、漫画：うめ丸）※『月刊ヤングマガジン』に移籍
- いつもぼくをみてる（山本さほ）
- いに怪することなく、獣じつしたひび（野良しごと）
- ヴィラネス -真伝・寛永御前試合-（原作：夢枕獏、漫画：雨衣新空）※小説『真伝・寛永御前試合』のコミカライズ作品
- 宇宙のプロフィル（こがたくう）
- オオカミの子（佐々木順一郎）
- 大きくなったら結婚する!（深冬ふみ）※『週刊ヤングマガジン』より移籍
- オカルトちゃんは語れない（監修：ペトス、原作：橋本カヱ、漫画：本多創）※『月刊ヤングマガジン』に移籍
- おとりよせミッドナイト（ハナムラ）
- 踊るリスポーン（三ヶ嶋犬太朗）※『月刊ヤングマガジン』に移籍
- 俺と悪魔のブルーズ（平本アキラ）※『月刊アフタヌーン』より長期中断ののち移籍、休載中
- 解雇された暗黒兵士（30代）のスローなセカンドライフ（作者：岡沢六十四、漫画：るれくちぇ、キャラクター原案：sage・ジョー）※『月刊ヤングマガジン』に移籍
- かくう生物のラブソング（沼田ぬしを）
- カラスヤ、YouTuberになる（カラスヤサトシ）
- 機械仕掛けのジュブナイル（久慈進之介）
- 擬人家（武東宗哉）
- 吉祥寺だけが住みたい街ですか?（マキヒロチ）
- 啄木鳥探偵處（原作：伊井圭、漫画：南晋也、監修：東北新社、キャラクター原案：佐木郁）※『月刊ヤングマガジン』に移籍
- CANDY & CIGARETTES（井上智徳）※『月刊ヤングマガジン』に移籍
- KILL the ROSE（エビガワ）
- ギルドレ（著者：朝霧カフカ、イラスト：鳥羽雨、メカニックデザイン：貞松龍壱）※小説作品
- 偶像事変 〜鳩に悲鳴は聞こえない〜（原作：にんじゃむ、漫画：ミサヲ）
- グレイプニル（武田すん）※『月刊ヤングマガジン』に移籍
- クロノ・クラウド -試考天球-（和泉雄己）
- 決闘裁判（宮下裕樹、企画協力：後藤一信）
- コードブラック 速弾きのルルーシュ（原作：「コードギアス 反逆のルルーシュ」シリーズより、企画：サンライズ、漫画：星トマジロウ）
- この指とまれ!（志賀伯）
- さよならガーデン（iwaki）
- さよならピーターパン（原案：サンライズ、漫画：坂野杏梨）
- 死相学探偵（原作：三津田信三、漫画：西塚em）※『月刊ヤングマガジン』に移籍
- ジャスミンのお茶会（ジャスミン・ギュ）
- 社畜! 修羅コーサク（江戸パイン）※『週刊ヤングマガジン』に移籍
- 少女決戦オルギア（江島絵理）
- 白百合は朱に染まらない（平沢ゆうな）
- シンギュラー（青木優）
- スカートをはいたおじいさん（原作：ちべた店長、漫画：イトウモロコ）※『月刊ヤングマガジン』に移籍
- スケッチー（マキヒロチ）※『月刊ヤングマガジン』に移籍
- スピ☆ヲタ子ちゃん（伊藤三巳華）
- 性別X（みやざき明日香）※『ヤンマガWeb』に移籍
- TIGER MASK -シャドウ・オブ・ジャスティス-（オリジナル原作：梶原一騎・辻なおき、シナリオ：小林且典（企画屋）、漫画：長田悠幸）
- 大日本サムライガール新党（原作：至道流星、漫画：荒木宰、キャラクターデザイン原案：まごまご）
- ダンゲロス1969（原作：架神恭介、漫画：横田卓馬）
- 地球から来たエイリアン（有馬慎太郎）※『月刊ヤングマガジン』に移籍
- つきがきれいですね★（えだお）
- 妻と僕の小規模な育児（福満しげゆき）※「診断の多い育児マンガ」から改題、『コミックDAYS』に移籍
- ディノ・サピエンス（原作：安井ミイト、漫画：森よし）※『週刊ヤングマガジン』より移籍
- 亜人（デミ）ちゃんは語りたい（ペトス）※『月刊ヤングマガジン』に移籍
- テンカイチ 日本最強武芸者決定戦（原作：中丸洋介、漫画：あずま京太郎）※『月刊ヤングマガジン』に移籍
- 10DANCE（井上佐藤）※『麗人』（竹書房）より移籍、『月刊ヤングマガジン』に移籍
- 天文学者の夫がアレすぎてしんどい。（ばったん）
- 東独にいた（宮下暁）※『ヤンマガWeb』に移籍
- 土俵を駈ける（とみすず）
- 七都市物語（原作：田中芳樹、漫画：フクダイクミ）
- なんくる姉さん（原作：久米田康治、漫画：ヤス）
- にじいろコンプレックス（ばったん）
- にのに（柏木大樹）
- ネッチョリ稲作日記（ピクピクン）※休載中
- 眠れる森のカロン（茂木清香）
- のーぷろぶれむ家族（ファミリー）（麦盛なぎ）
- はたらくすすむ（安堂ミキオ）
- 花と黒鋼（篠丸のどか）
- ハレのヒ タヌキの良いふるまい（フジモト）
- 悲鳴伝（原作：西尾維新、漫画：光谷理）
- HUMINT（マツリ）
- 副会長ガンバル。（原案：『監獄学園』より、漫画：ReDrop）
- 腐らんす日記（原作：大清水さち、漫画：ヤス）
- 不倫。ダメ、ゼッタイ!（カラスヤサトシ）
- 辺境の老騎士バルド・ローエン（原作：支援BIS、漫画：菊石森生）※『月刊ヤングマガジン』に移籍
- ホクサイと飯さえあれば（鈴木小波）※『サムライエース』（角川書店）連載の『ホクサイと飯』の前日譚として描かれている。
- 魔女と野獣（佐竹幸典）※『月刊ヤングマガジン』に移籍
- 魔法少女おまつ（吉元ますめ）
- もののけ◇しぇありんぐ（クール教信者）
- もはや私は貴腐人です（鶴ゆみか）
- やおろちの巫女さん（武月睦）
- ゆるさば。（関口太郎）
- ヨーソロー!! -宜シク候-（三島衛里子）
- よく宗教勧誘に来る人の家に生まれた子の話（いしいさや）
- ヨリシロシ（髙橋ツトム）※休載中
- よりみちエール（敦森蘭）※『ヤンマガWeb』に移籍
- りんちゃんさんさーら（雅日野琥珀）※『月刊ヤングマガジン』に移籍
- ロックミー アマデウス（イナベカズ、原案協力：浅乃帆翔、脚本協力：大間九郎）
- ロリクラ☆ほーるど!（原作：Chihaya、作画：koma）
- 私が言うとおりになる（毛魂一直線）

他

## 映像化作品
| 作品                 | 放送年 | アニメーション制作 |
| -------------------- | ------ | ------------------ |
| 亜人ちゃんは語りたい | 2017年 | A-1 Pictures       |
| グレイプニル         | 2020年 | PINE JAM           |

| 作品                          | 放送年 | 制作                         |
| ----------------------------- | ------ | ---------------------------- |
| 吉祥寺だけが住みたい街ですか? | 2016年 | テレビ東京、テレコムスタッフ |
| ホクサイと飯さえあれば        | 2017年 | 毎日放送                     |